# Pin des marais
Pinus palustris
Espèce
Statut de conservation UICN

 EN A2cde : En danger
Classification phylogénétique
Le Pin des marais, Pinus palustris, (en anglais longleaf pine) est un pin originaire du sud-Est des États-Unis que l'on trouve principalement le long de la plaine côtière allant du Texas de l'Est jusqu'au sud du Maryland et s'étendant jusqu'au nord et au centre de la Floride. Il atteint une hauteur de 30 à 35 mètres (98 à 115 pieds) et un diamètre de 70 cm (28 pouces). Avant que l'abattage extensif ne se généralise, ils auraient atteint 47 m avec un diamètre de 120 cm (47 pouces). Cet arbre est un symbole culturel du Sud des États-Unis. Il est l’arbre d’État officiel de l’Alabama et l’arbre non officiel de la Caroline du Nord.

## Description

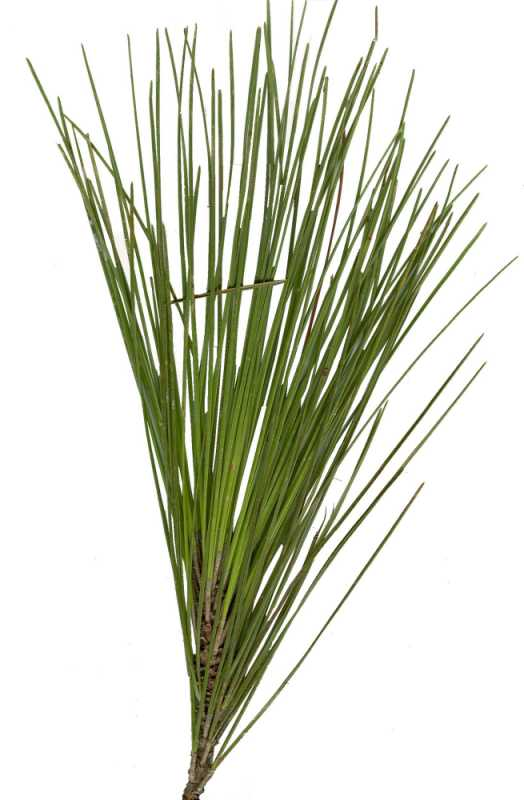
Feuilles de pin des marais, d'un spécimen de 30 m près de Tallahassee, en Floride

L'écorce des pins des marais est épaisse, brun rougeâtre et squameuse. Les feuilles sont vert foncé et ressemblent à des aiguilles, et se présentent en bottes de trois. Elles sont souvent tordues et mesurent de 20 à 45 cm (7,9 à 17,7 pouces). C’est l’un des deux pins du sud-est des États-Unis avec de longues aiguilles, l’autre étant le Pin d'Elliott.
Les cônes, cônes à graines femelles (ovulate strobili) et cônes à pollen mâles (staminate strobili), se mettent en place pendant la saison de croissance avant l'apparition des boutons. Les cônes de pollen commencent à se former dans leurs bourgeons en juillet, tandis que les conelets de graine se forment pendant une période relativement courte en août. La pollinisation a lieu tôt au printemps suivant, les cônes mâles étant longs de 3 à 8 cm (1,2 à 3,1 pouces). Les cônes femelles (graine) mûrissent environ 20 mois après la pollinisation; à maturité, ils sont de couleur jaune-brun, mesurent 15–25 cm de long et 5–7 cm de large, s’ouvrent à 12 cm (4,7 pouces), et ont une épine dorsale petite mais pointue, vers le bas au milieu de chaque échelle. Les graines ont une longueur de 7–9 mm (0,28–0,35 pouce) et une aile de 25–40 mm (0,98–1,57 pouce).
Il faut 100 à 150 ans pour que le Pin des marais atteigne sa taille normale et il peut vivre jusqu'à 500 ans. Quand ils sont jeunes, ils développent une longue racine pivotante, qui mesure généralement 2–3 m de long; à maturité, ils ont un système radiculaire latéral très étendu et plusieurs racines profondes. Ils poussent sur un sol bien drainé, généralement sablonneux, typiquement dans des peuplements purs. Le Pin des marais est également connu pour être l’une des nombreuses espèces regroupées sous la dénomination anglaise de southern yellow pine (pin jaune du sud) ou de  longleaf yellow pine (pin jaune à longues feuilles), et par le passé de pitch pine (pin à poix, un nom abandonné en raison de la confusion qu'il crée avec Pinus rigida).

### Étymologie
L'épithète d'espèce palustris, le mot latin pour « marais », donne à l'arbre son nom en français et désigne son habitat commun. Toutefois les dénomination qui raccrochent le pin au marais est un malentendu initié par le botaniste écossais Philip Miller, qui a décrit l'espèce après avoir vu des forêts de pins des marais au milieu des inondations temporaires d'hiver. Longleaf pine veut dire « pin à longues feuilles », eu égard à ses longues aiguilles.

## Écologie

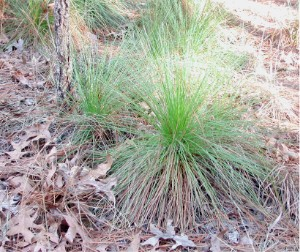
Pin à feuilles longues: semis 'au stade gazon', près de Georgetown, Caroline du Sud

Le Pin des marais est hautement pyrophyte (résistant aux feux de forêt). Les feux de forêt naturels périodiques favorisent cette espèce en tuant d'autres arbres, ce qui conduit à des forêts de Pin des marais ou des savanes ouvertes. Les nouvelles plantules n'apparaissent pas du tout sous forme d'arbres et ressemblent à une fontaine d'aiguilles vert foncé. Cette forme s'appelle en anglais grass stage (stade gazon). Au cours de cette phase, qui dure de 5 à 12 ans, la croissance verticale est très lente et l'arbre peut prendre plusieurs années pour simplement arriver à hauteur de cheville. Après cela, il y a une poussée de croissance, surtout si aucun couvert forestier n’est par-dessus. Au stade gazon, il résiste très bien aux feux de faible intensité car le bourgeon terminal est protégé des échauffements mortels par les aiguilles bien tassées. Bien que relativement immunisée au feu à ce stade, la plante est très attrayante pour les porcs féraux; Les premiers colons qui avaient l'habitude de laisser courir les porcs dans les forêts pour se nourrir pourrait avoir été en partie responsable du déclin de l'espèce.
Les forêts de Pins des marais sont riches de biodiversité. Ils sont bien connus pour leur grande diversité végétale, dans des groupes comprenant carex, herbes, plantes carnivores et orchidées,. Ces forêts fournissent également un habitat aux tortue gaufrée, qui, en tant qu'espèces clés, creusent des terriers qui fournissent un habitat à des centaines d'autres espèces d'animaux. Le Pic à face blanche dépend de forêts de pins matures et est maintenant menacé par leur déclin. Les graines de Pin des marais sont volumineuses et nutritives et constituent une source de nourriture importante pour les oiseaux (notamment la sittelle à tête brune) et d'autres animaux sauvages. Neuf espèces de salamandres et 26 espèces de grenouilles sont caractéristiques des savanes de pins, ainsi que 56 espèces de reptiles, dont 13 pourraient être considérées comme des spécialistes de cet habitat.
La  Red Hills Region (région des collines rouges) de Floride et de Géorgie abrite certains des peuplements de Pin des marais les mieux préservés. Ces forêts ont été régulièrement brûlées pendant de nombreuses décennies pour créer un habitat propice aux colins de Virginie, dans les réserves de chasse privées.

## Utilisations

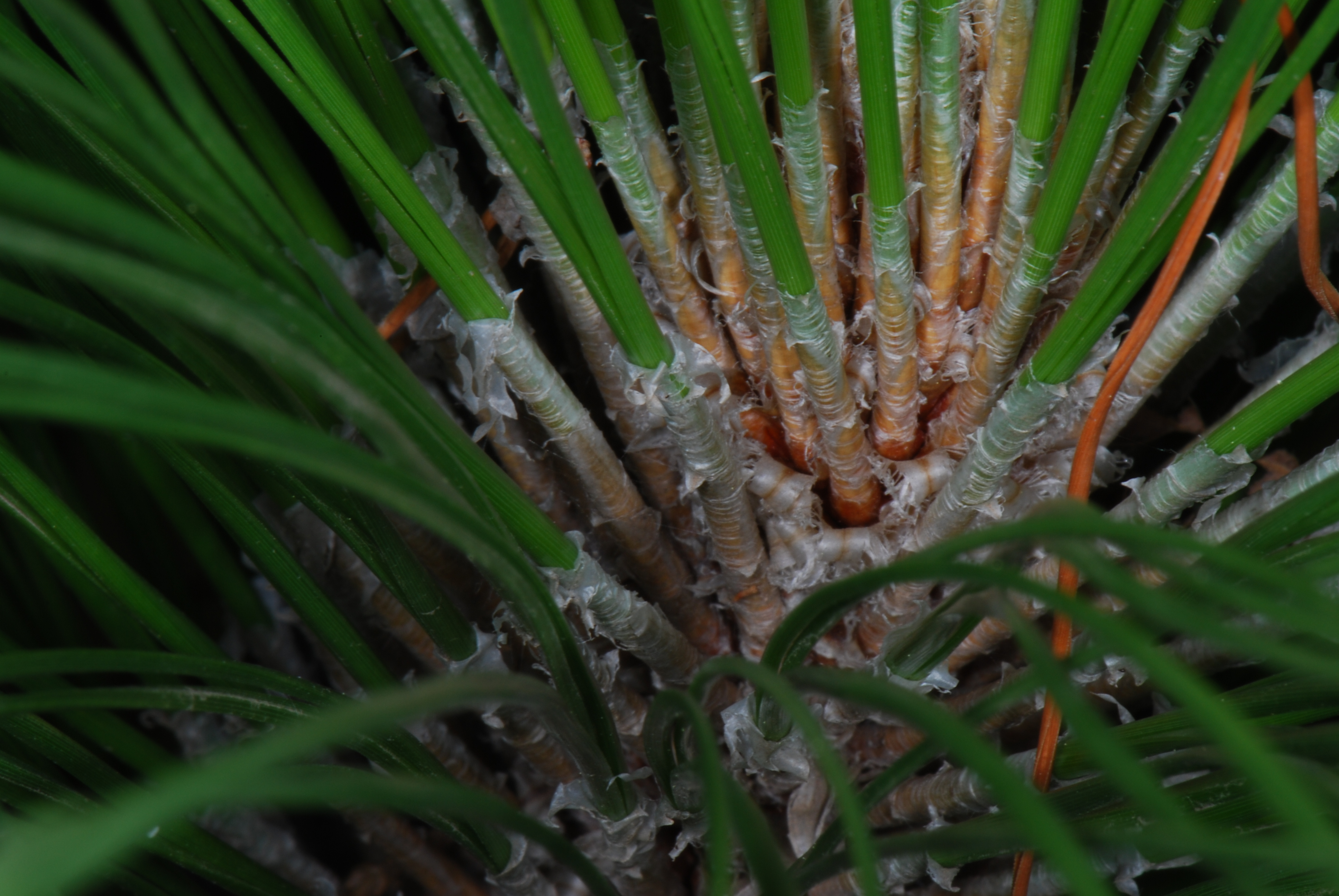
Pinus palustris

De vastes forêts de Pins des marais étaient autrefois présentes le long des côtes sud-est de l'Atlantique et du Golfe du Mexique, en Amérique du Nord, dans les savanes orientales. Ces forêts étaient la source d'approvisionnement en munitions de marine (naval stores - goudron de pin, résine, essence de térébenthine, bois de marine, bois de mâture). Depuis lors, ils sont coupés pour le bois d'œuvre (et généralement remplacés par Pinus taeda et le Pin d'Elliott réputés pour leur croissance rapide), pour l'agriculture et le développement urbain et suburbain. En raison de cette déforestation et de la surexploitation, il ne reste qu'environ 3% de la forêt de Pins des marais d'origine et peu de nouvelles plantations existent. Le Pin des marais est toutefois disponible dans de nombreuses pépinières dans son aire de répartition; le point de vente le plus au sud est à Lake Worth, en Floride.
Le bois résineux jaune est utilisé pour le bois d’œuvre et la pâte à papier. Les planches coupées il y a plusieurs années dans du bois vierge étaient très larges, jusqu'à 1 m (3,3 pieds), et certaines entreprises de récupération florissantes obtiennent ces planches de projets de démolition pour être réutilisées comme revêtement de sol dans des maisons haut de gamme.
Les aiguilles extrêmement longues sont très populaires dans le vieux métier de vannerie enroulée.
Les souches et les racines pivotantes des vieux arbres se saturent de résine et ne pourrissent pas. Les agriculteurs trouvent parfois de vieilles souches enterrées dans les champs, même dans certaines zones qui ont été défrichées il y a un siècle. Celles-ci sont généralement déterrées et vendues comme bois gras (fatwood, fat lighter, ou lighter wood), très recherché comme bois d'allumage pour les foyers, poêles à bois et barbecues. Dans les vieux pins, le bois de cœur du tronc est souvent saturé de la même manière. Lorsque les planches sont coupées dans le bois gras, elles sont très lourdes et ne pourrissent pas, mais les bâtiments construits avec celles-ci sont assez inflammables et créent des feux extrêmement chauds.

## Importance culturelle
Le Pin des marais est l’arbre officiel de l’Alabama. Et bien que, techniquement, tous les pins soient l’arbre d’État officiel de la Caroline du Nord, on pense généralement qu’il est l’arbre officiel de la Caroline du Nord car il est référencé nommément en première ligne du North Carolina State Toast, le plus grand honneur étant nommé « Order of the Long Leaf Pine, ».

## Gamme native, restauration et protection
« Avant la colonisation européenne, la forêt de Pin des marais dominait jusqu'à 360 000 km2, allant de la Virginie au sud de la Floride, en passant par l'ouest et l'est du Texas. Son aire de répartition était caractérisée par les incendies généralisés fréquents dans tout le sud-est. À la fin du XIXe siècle, ces peuplements vierges étaient « parmi les arbres à bois de sciage les plus recherchés du pays ». Ce riche écosystème a été relégué à moins de 5% de sa superficie de départ en raison de la pratique de coupes à blanc: En abattant le bois de leurs arbres, les bûcherons ont laissé des tas de débris inflammables qui alimentaient souvent des incendies catastrophiques, détruisant à la fois les arbres et les plants restants. La terre exposée laissée par les opérations de coupe à blanc était très sensible à l'érosion et les nutriments étaient lavés des sols déjà poreux. Ce qui a encore une fois détruit le processus d'ensemencement naturel. À l'apogée des coupe de bois dans les années 1890 et la première décennie du nouveau siècle, les forêts de Pin des marais des Sandhills fournissaient des millions de pieds de planches de bois chaque année. Les bûcherons ont progressivement traversé le Sud; dans les années 1920, la plupart des forêts vierges « sans limites » de Pins des marais avaient disparu. »

« In "pine barrens" most of the day. Low, level, sandy tracts; the pines wide apart; the sunny spaces between full of beautiful abounding grasses, liatris, long, wand-like solidago, saw palmettos, etc., covering the ground in garden style. Here I sauntered in delightful freedom, meeting none of the cat-clawed vines, or shrubs, of the alluvial bottoms. »

— John Muir
Des efforts sont déployés pour restaurer les écosystèmes de Pins des marais dans son aire de répartition naturelle. Certains groupes, tels que Longleaf Alliance, encouragent activement la recherche, l’éducation et la gestion du Pin des marais.
L'Département de l'Agriculture des États-Unis propose aux propriétaires privés une participation aux coûts et une assistance technique pour la restauration du pin des marais dans le cadre de l'initiative NRCS Longleaf Pine. Des programmes similaires sont disponibles par le biais de la plupart des agences forestières d’État situées dans l’aire de répartition d’origine de l'arbre. En août 2009, la Commission des forêts de l'Alabama (Alabama Forestry Commission) a reçu 1 757 million de dollars en fonds de stimulation pour la restauration des Pins des marais dans les forêts domaniales.
Quatre grandes zones centrales dans l'aire de répartition de l'espèce offrent la possibilité de protéger la diversité biologique de la plaine côtière et de restaurer des zones de nature vierge à l'est du fleuve Mississippi. Chacune de ces quatre zones (Eglin Air Force Base : 187 000 ha ; Forêt nationale d'Apalachicola : 228 000 ha ; Marais d'Okefenokee-Osceola : 289 000 ha ; Forêt nationale de De Soto : 200 000 ha) possède des terres proches qui offrent la possibilité d’étendre le territoire total protégé bien au-delà de 500 000 ha. Ces zones permettraient non seulement de restaurer les peuplements forestiers, mais également de rétablir les populations d'animaux vertébrés indigènes menacés par la fragmentation du paysage.
De remarquables populations excentrées existent dans la forêt nationale d'Uwharrie, dans la région centrale du Piémont de Caroline du Nord. Celles-ci ont survécu grâce à une relative inaccessibilité et, dans un cas, à une protection intentionnelle au XXe siècle par un propriétaire privé (propriété maintenant possédée et conservée par le LandTrust for Central North Carolina).

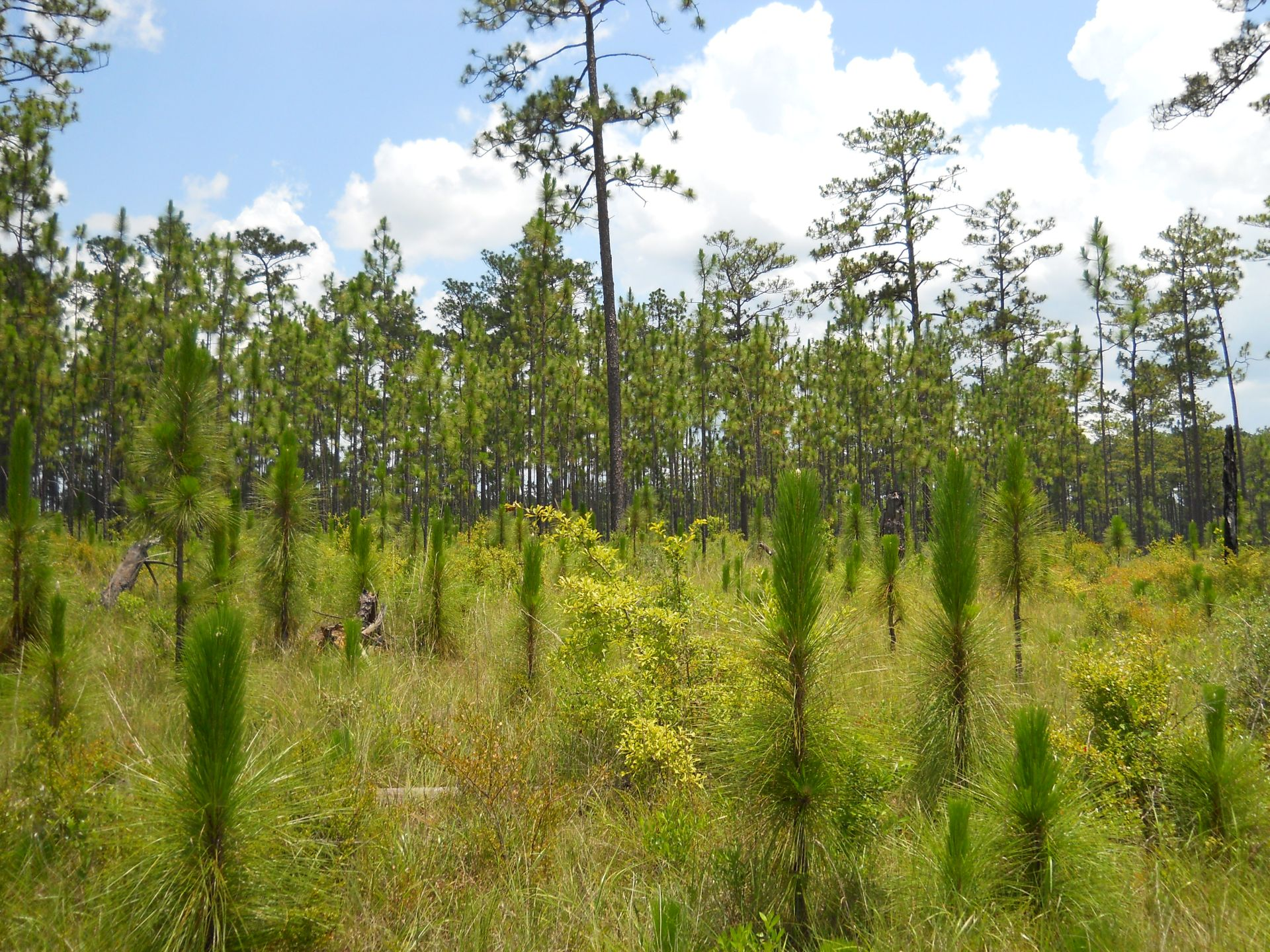
Pins des marais naturellement régénérés dans la forêt nationale de DeSoto, Mississippi

Le Service forestier des États-Unis mène des programmes de brûlage dirigé dans la Francis Marion National Forest, d'une superficie de Modèle:Unioté, située à l'extérieur de Charleston, en Caroline du Sud. Ils espèrent augmenter le type de forêt de Pin des marais à 44 700 acres (181 km2) d'ici 2017 et à 53 500 acres (217 km2) à long terme. En plus de la restauration des pins des marais, le brûlage dirigé améliorera l'habitat privilégié des Pics à face blanche menacés, constitué de peuplements ouverts ressemblant à des parcs, fournira un habitat à la faune tributaire de l'habitat herbe-arbuste (grass-shrub habitat), qui est très limité, et réduira le risque d'incendies destructeurs.
Depuis les années 1960, des travaux de restauration du pin des marais sont en cours sur près de 90 000 hectares de terres domaniales et fédérales dans la région des sandhills en Caroline du Sud, entre le piémont et la plaine côtière. La région est caractérisée par des sables profonds et stériles déposés par une mer préhistorique, dans des conditions généralement arides. Dans les années 1930, la plupart des pins des marais indigènes avaient été exploités et le sol était fortement érodé. Entre 1935 et 1939, le gouvernement fédéral a acheté une grande partie de cette zone à des propriétaires terriens locaux à titre de mesure de redressement au nom de la Resettlement Administration. Ces propriétaires ont été réinstallés ailleurs sur des terres plus fertiles. Aujourd'hui, la forêt domaniale de Sand Hills, en Caroline du Sud (South Carolina Sand Hills State Forest), représente environ la moitié de la superficie cultivée, et l'autre moitié appartient au United States Fish and Wildlife Service, qui constitue le refuge faunique national adjacent au Carolina Sandhills National Wildlife Refuge. Au début, l'objectif était la restauration de la couverture forestière. La lutte active contre les incendies (Fire suppression) a été pratiquée jusque dans les années 1960, lorsque le brûlage dirigé (prescribed fire) a été introduit à la fois dans la forêt domaniale et dans le nord-ouest de Sandhills, dans le cadre de la restauration de l'écosystème de feuillus et de roseaux.
Nokuse Plantation est une réserve naturelle privée de 53 000 acres située à environ 160 km à l’est de Pensacola, en Floride. La réserve a été créée par M.C. Davis, un philanthrope qui a fait fortune en achetant et en vendant des droits fonciers et miniers et qui a dépensé 90 millions de dollars pour acheter des terres pour la réserve, principalement auprès d’entreprises forestières. L'un de ses principaux objectifs est la restauration de la forêt de Pins des marais. À cette fin, 8 millions de plants de pins des marais ont été plantés sur le sol.
Une étude réalisée en 2009 par la National Wildlife Federation indique que les forêts de Pins des marais seront particulièrement bien adaptées aux changements environnementaux causés par le dérèglement climatique.